# Peter Finch
Frederick George Peter Ingle Finch (South Kensington, 1916. szeptember 28. – Los Angeles, 1977. január 14.) Oscar- és Golden Globe-, valamint ötszörös BAFTA-díjas angol felmenőkkel rendelkező ausztrál színész. Az első ember, aki posztumusz Oscar-díjat kapott a legjobb férfi főszereplő kategóriában.

## Élete és pályafutása
Peter Finch gyermekkorát leginkább Franciaországban, Indiában és Ausztráliában töltötte. A diploma megszerzése után számos alacsony fizetésű munkát végzett Sydney-ben, míg a 30-as évek elején úgy döntött, hogy színész lesz.
1935-től Finch elkezdett színházban és rádióban dolgozni. Egy színpadi előadása során Laurence Olivier színész fedezte fel, majd rávette, hogy Londonba költözzön. Olivier feleségével, Vivien Leigh-vel is volt közös filmje.
Finch-nek a 40-es évek közepén beindult a filmes karrierje, kezdetben brit produkciókban, majd amerikai filmekben szerepelt. Több rangos filmes elismerést is kapott, többek között Oscar-díjat, Golden Globe-díjat és Bafta-díjat is.
Peter Finch háromszor volt házas, és négy gyermeke született.

## Halála
Miután a Támadás Entebbénél forgatását befejezte, Finch egy promóciós turnékörútra indult, hogy reklámozza a Hálózat című filmjét. 1977. január 13-án fellépett a The Tonight Show-ban, Johnny Carsonnal. A következő nap szívrohamot kapott a Beverly Hills Hotel előcsarnokában, és 60 éves korában meghalt. A hollywoodi Forever Temetőben helyezték végső nyugalomra. Néhány hónappal később Oscar-díjat kapott a Hálózat című filmben nyújtott alakításáért. A díjat Eletha, Finch özvegye vette át. Az Oscar történetében, eddig két ember kapott színészként posztumusz Oscar-díjat, elsőként Finch 1977-ben, majd Heath Ledger 2009-ben.

## Filmjei
| Év   | Film                                       | Szerep                             | Megjegyzés |
| ---- | ------------------------------------------ | ---------------------------------- | --- |
| 1935 | The Magic Shoes                            | szőke herceg                       | rövidfilm, aminek a kópiái elvesztek, bár néhány képet megmentettek és elérhető az Ausztrál Nemzeti Film- és Hangarchívumban.                                |
| 1938 | Dad and Dave Come to Town                  | Bill Ryan                          | Finch-nek egyetlen jelenete van a filmben, Bert Bailey-vel látható.                                                                                          |
| 1939 | Mr. Chedworth Steps Out                    | Arthur Jacobs                      | |
| 1941 | While There is Still Time                  | Jim                                | Propaganda rövidfilm az ausztrál kormány megbízásából készült a második világháború idején.                                                                  |
| 1941 | The Power and the Glory                    | Frank Miller                       | |
| 1942 | Another Threshold                          |                                    | Szintén az ausztrál kormány propagandafilmje a háborúról. |
| 1943 | South West Pacific                         | RAAF pilóta                        | Szintén az ausztrál kormány propagandafilmje a háborúról. |
| 1943 | These Stars Are Mine                       | Reynolds Jnr                       | Szintén az ausztrál kormány propagandafilmje a háborúról. |
| 1944 | The Rats of Tobruk                         | Peter Linton                       | |
| 1944 | Jungle Patrol                              | Narrátor                           | Propaganda dokumentumfilm a háborúról. |
| 1945 | Sons of the Anzacs                         | Narrátor                           | Propaganda dokumentumfilm a háborúról. |
| 1946 | A Son Is Born                              | Paul Graham                        | |
| 1946 | Indonesia Calling                          | Narrátor                           | |
| 1948 | Red Sky at Morning                         | Michael                            | A film kópiái elvesztek |
| 1949 | Eureka Stockade                            | Humffray                           | |
| 1949 | Train of Events                            | Philip Mason                       | |
| 1949 | Primitive Peoples                          | Narrátor                           | Három részes dokumentumfilm Arnhem-föld népéről |
| 1950 | The Wooden Horse                           | Ausztrál ember a kórházban         | |
| 1950 | A Miniver-történet                         | Lengyel tiszt                      | Finch első hollywoodi finanszírozású filmje |
| 1952 | The Story of Robin Hood and His Merrie Men | Nottingham bírája                  | |
| 1953 | The Story of Gilbert and Sullivan          | Richard D'Oyly Carte               | |
| 1953 | The Heart of the Matter                    | Rank Atya                          | |
| 1954 | Elefántjárat                               | John Wiley                         | Eredetileg Vivien Leigh-vel játszott volna, de a színésznő visszamondta, ezért Elizabeth Taylor lett a filmbeli partnere.                                    |
| 1954 | Father Brown                               | Gustav Flambeau                    | |
| 1954 | The Queen in Australia                     | Narrátor                           | Ausztrál dokumentumfilm |
| 1955 | Passage Home                               | Lucky Ryland Kapitány              | |
| 1955 | The Dark Avenger                           | Comte De Ville                     | Errol Flynn volt a partnere. |
| 1955 | Make Me an Offer                           | Charlie                            | |
| 1955 | Josephine and Men                          | David Hewer                        | |
| 1955 | Simon and Laura                            | Simon Foster                       | |
| 1956 | A Town Like Alice                          | Joe Harman                         | BAFTA-díj a legjobb férfi főszereplőnek |
| 1956 | A River Plate-i csata                      | Hans Langsdorff, Admiral Graf Spee | |
| 1957 | The Shiralee                               | Jim Macauley                       | |
| 1957 | Robbery Under Arms                         | Starlight Kapitány                 | |
| 1957 | Windom's Way                               | Alec Windom                        | Jelölés – BAFTA a legjobb férfi főszereplő |
| 1959 | Emberrablók                                | Alan Breck Stewart                 | |
| 1959 | Operation Amsterdam                        | Jan Smit                           | |
| 1959 | Egy apáca története                        | Dr. Fortunati                      | Jelölés – BAFTA a legjobb férfi főszereplő |
| 1960 | The Day                                    |                                    | Rövid film, írta és rendezte is. |
| 1960 | Oscar Wilde tárgyalásai                    | Oscar Wilde                        | BAFTA-díj a legjobb férfi főszereplőnek |
| 1961 | Rachel Cade bűnei                          | Colonel Henry Derode               | |
| 1961 | No Love for Johnnie                        | Johnnie Byrne                      | BAFTA-díj a legjobb férfi főszereplőnek |
| 1962 | I Thank a Fool                             | Stephen Dane                       | |
| 1963 | In the Cool of the Day                     | Murray Logan                       | |
| 1964 | The Pumpkin Eater                          | Jake Armitage                      | |
| 1964 | Girl with Green Eyes                       | Eugene Gaillard                    | |
| 1964 | Emberek a Holdban                          | Végrehajtó                         | cameoszerep |
| 1965 | A Főnix útja                               | Harris Kapitány                    | |
| 1966 | Judith                                     | Aaron Stein                        | |
| 1966 | Nyáron, este fél tizenegykor               | Paul                               | |
| 1967 | Come Spy with Me                           |                                    | Cameoszerep |
| 1967 | Távol a tébolyult tömegtől                 | William Boldwood                   | National Board of Review Award – Legjobb színész |
| 1968 | Lylah Clare legendája                      | Lewis Zarken                       | |
| 1969 | A jégsziget foglyai                        | Umberto Nobile                     | |
| 1969 | The Greatest Mother of Them All            | Sean Howard                        | |
| 1971 | Vasárnap, átkozott vasárnap                | Dr. Daniel Hirsh                   | BAFTA-díj a legjobb férfi főszereplőnek Jelölés– Oscar-díj a legjobb férfi főszereplőnek                                                                     |
| 1972 | Something to Hide                          | Harry Field                        | |
| 1973 | A Kék Hold völgye                          | Richard Conway                     | |
| 1973 | A Nelson-ügy                               | Horatio Nelson                     | |
| 1973 | England Made Me                            | Erich Krogh                        | |
| 1974 | The Abdication                             | Cardinal Azzolino                  | |
| 1976 | Hálózat                                    | Howard Beale                       | Posztumusz díjak: Oscar-díj a legjobb férfi főszereplőnek BAFTA-díj a legjobb férfi főszereplőnek Golden Globe-díj a legjobb férfi főszereplőnek – filmdráma |
| 1976 | Támadás Entebbénél                         | Jichák Rabin                       | TV-film, az utolsó filmje. |

## Díjak, jelölések
| Év   | Kategória                                                  | Film                    | Eredmény |
| ---- | ---------------------------------------------------------- | ----------------------- | -------- |
| 1956 | BAFTA-díj a legjobb férfi főszereplőnek                    | A Town Like Alice       | Elnyerte |
| 1957 | BAFTA-díj a legjobb férfi főszereplőnek                    | Windom's Way            | Jelölve  |
| 1959 | BAFTA-díj a legjobb férfi főszereplőnek                    | Egy apáca története     | Jelölve  |
| 1960 | BAFTA-díj a legjobb férfi főszereplőnek                    | Oscar Wilde tárgyalásai | Elnyerte |
| 1961 | BAFTA-díj a legjobb férfi főszereplőnek                    | No Love for Johnnie     | Elnyerte |
| 1971 | BAFTA-díj a legjobb férfi főszereplőnek                    | Átkozott vasárnap       | Elnyerte |
| 1971 | Oscar-díj a legjobb férfi főszereplőnek                    | Átkozott vasárnap       | Jelölve  |
| 1971 | Golden Globe-díj a legjobb férfi főszereplőnek – filmdráma | Átkozott vasárnap       | Jelölve  |
| 1976 | Oscar-díj a legjobb férfi főszereplőnek                    | Hálózat                 | Elnyerte |
| 1976 | BAFTA-díj a legjobb férfi főszereplőnek                    | Hálózat                 | Elnyerte |
| 1976 | Golden Globe-díj a legjobb férfi főszereplőnek – filmdráma | Hálózat                 | Elnyerte |

## Fordítás
- Ez a szócikk részben vagy egészben  a   Peter Finch című angol Wikipédia-szócikk fordításán alapul.  Az eredeti cikk szerkesztőit annak laptörténete sorolja fel. Ez a jelzés csupán a megfogalmazás eredetét és a szerzői jogokat jelzi, nem szolgál a cikkben szereplő információk forrásmegjelöléseként.